# Kristin Skaslien
Kristin Moen Skaslien (født 18. januar 1986) er en norsk curlingspiller fra Oslo. Hun er blevet norsk mester en række gange.
Skaslien vandt bronze i mixeddouble med Magnus Nedregotten under vinter-OL 2018 i Pyeongchang. Efter OL blev hun optaget som nummer fire på holdet skippet af Marianne Rørvik, og deltog i EM 2018 og EM 2019. 
Hun var norsk flagbærer ved Vinter-OL 2022 i Beijing.